# Ellen Dinalo Williams
Ellen Dinalo Williams (* 15. September 1972 in Santa Monica, Kalifornien) ist eine US-amerikanische Schauspielerin.

## Karriere
Williams schloss ein Studium an der California State University in Long Beach mit einem Bachelor in der Theaterkunst ab.
Williams wirkte als Schauspielerin in zahlreichen Theaterproduktionen in Los Angeles und Seattle mit. Sie wurde 2009 für die „Leading Female Performance“ von LA Weekly für ihre Rolle als Ruby in Boni B. Alvarez’ Stück Ruby, Tragically Rotund nominiert.
In Deutschland ist Williams für ihre Rolle als Patrice in How I Met Your Mother bekannt.

## Privatleben
Ihre Mutter Dinalo ist philippinischer, chinesischer und spanischer Abstammung; ihr Vater Williams stammt von Engländern, Iren und Schotten ab. Sie lebt offen lesbisch.

## Filmografie (Auswahl)
- 2004: When a Telemarketer Calls (Kurzfilm)
- 2005: Monster In My Pants (Kurzfilm)
- 2008: Brown Soup Thing
- 2011–2014: How I Met Your Mother (Fernsehserie, 12 Episoden)
- 2015: Kevin From Work (Fernsehserie, 1 Episode)
- 2016–2019: Baskets (Fernsehserie)
- 2016: Criminal Minds (Fernsehserie, 1 Episode)
- 2017: The Mindy Project (Fernsehserie, 3 Episoden)
- 2017: Brooklyn Nine-Nine (Fernsehserie, Episode 5x06)
- 2018: Life in Pieces (Fernsehserie, 1 Episode)
- 2019: Superstore (Fernsehserie, 1 Episode)